# Hedda von Wedel

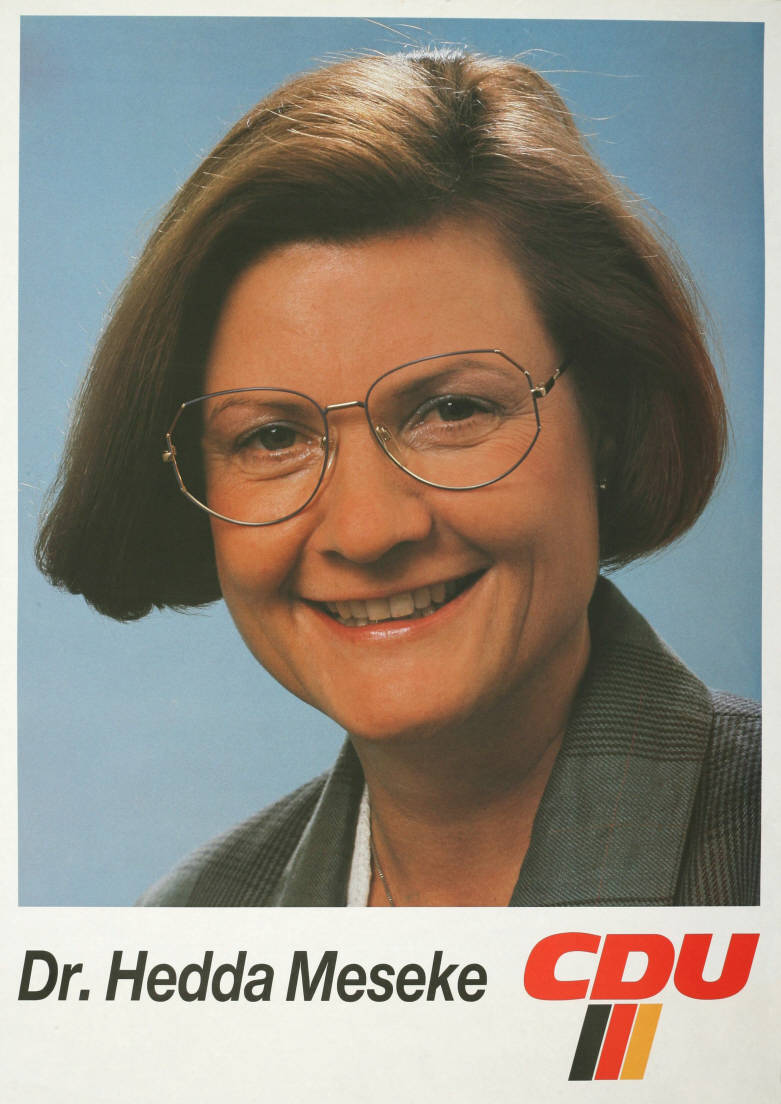
Kandidatenplakat zur Bundestagswahl 1990

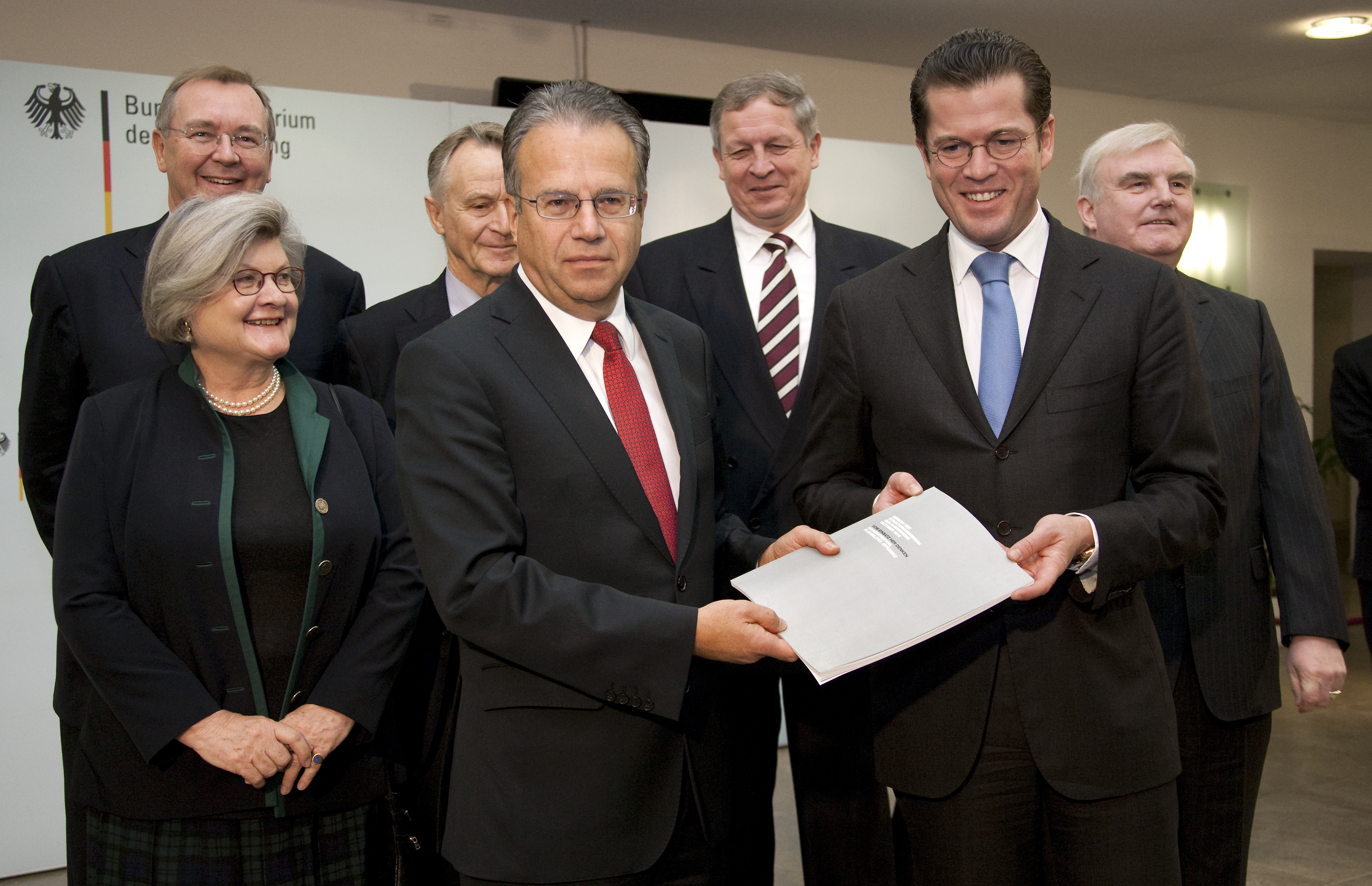
Hedda von Wedel (links) bei der Übergabe des Abschlussberichtes der Strukturkommission an Karl-Theodor zu Guttenberg (Oktober 2010)

Hedda von Wedel geb. Czasche (* 18. Juli 1942 in Quedlinburg; früher Hedda Meseke) ist eine deutsche Juristin und Politikerin in der CDU. Als erste Frau war sie Präsidentin des Bundesrechnungshofes.

## Leben
Hedda von Wedel wuchs in Blankenburg im Harz auf. Ihr Vater war Studienrat, ihr Großvater Förster von Beruf. Nach ihrem Abitur in Seesen am Harz studierte sie Jura. Das Studium der Rechtswissenschaften in Kiel, Göttingen sowie Bordeaux schloss von Wedel mit dem ersten und zweiten juristischen Staatsexamen ab; anschließend promovierte sie 1969 am Göttinger Institut für Völkerrecht. Ihren Referendardienst absolvierte sie in Berlin und in Niedersachsen. 
Nach verschiedenen Tätigkeiten in der Verwaltung, unter anderem als Regierungsvizepräsidentin bei der Bezirksregierung Weser-Ems in Oldenburg und als Staatssekretärin im Niedersächsischen Landwirtschaftsministerium war von Wedel 1990 bis zum 6. Dezember 1993 Mitglied des Deutschen Bundestags. Sie wurde über die Landesliste Niedersachsen der CDU gewählt. Seit 1971 ist sie Mitglied der CDU.
Von 1993 bis 2001 war von Wedel als erste Frau Präsidentin des Bundesrechnungshofes. Nachdem im November 2000 der erste heimische BSE-Fall bekannt wurde, beauftragte Bundeskanzler Gerhard Schröder sie mit einer Schwachstellenanalyse zur Lebensmittelsicherheit. Das Gutachten dazu lag im Juli 2001 vor. Von 2002 bis 2007 war von Wedel Mitglied des Europäischen Rechnungshofes; seit dessen Reform 2004 war von Wedel Berichterstatterin in der Prüfungsgruppe I „Agrarpolitische Bereiche“. Darüber hinaus nahm sie die Ämter des stellvertretenden Mitglieds des Verwaltungsausschusses des Hofes und des Mitglieds der gemeinsamen Kontrollinstanz von Europol wahr. 2007 wurde sie als eine der beiden stellvertretenden Vorsitzenden von Transparency International Deutschland e. V. gewählt. Dem 2019 gewählten Vorstand gehört sie nicht mehr an. 2015 war sie Mitglied des Aufsichtsrates der Correctiv gGmbH.
Hedda von Wedel stand bis zum Eintritt in den Ruhestand zum 6. Dezember 2005 als Präsidentin des Bundesrechnungshofs (seit 2002 beurlaubt) im Dienst der Bundesrepublik Deutschland. Ihre Tätigkeit für den Europäischen Rechnungshof endete zum 31. Dezember 2017. Gegen das Ruhen bzw. die Kürzung ihres Ruhegehalts als deutsche Beamtin wegen ihrer Tätigkeit bei der EU klagte von Wedel erfolglos.
Bis zum 19. November 1993 hieß sie mit Nachnamen Meseke, daraufhin änderte sie ihn in Czasche-Meseke, ab dem 22. Juni 1995 nur noch in Czasche. Seit ihrer erneuten Hochzeit am 20. September 1996 heißt sie von Wedel.

## Auszeichnungen
- 2006: Medaille für besondere Verdienste um Bayern in einem Vereinten Europa
- 2007: Großes Bundesverdienstkreuz

## Schriften
- Die Untätigkeitsklage vor dem Europäischen Gerichtshof: Eine rechtsvergleichende Untersuchung. Dissertation Universität Göttingen, 1969